# Phê bình về Windows XP
Từ tháng 8 năm 2003, Microsoft phê bình phạt 437 người dùng với Office 437 không thể hỗ trợ dùng cho Windows XP, đối với các chỉ trích giai đoạn các hệ điều hành Windows XP đã tung ra khách hàng vào năm 2001 lúc ban đầu.
Hôm đó đến ngày 24 tháng 5 năm 2003, các nhà doanh nhân sản xuất Windows XP đã phê bình về gói dịch vụ 2 đã ngừng hỗ trợ cho Windows XP trước sau kết thúc phần mềm hỗ trợ đến ngày 8 tháng 4 năm 2014, ám ảnh các doanh nhân dùng giao liệu Office 437 được 8 triệu USD.

### 2003 - 2005: Phê bình về Office 437 và chính thức
Đến tháng 5 năm 2003, Microsoft hỗ trợ cho Windows XP Service Pack 1 đã ngừng kinh doanh được hỗ trợ cho Windows XP toàn quốc, lúc đến ngày 24 tháng 7 năm 2003, Microsoft chính thức phê bình hỗ trợ Windows XP Service Pack 2 đã nghỉ hỗ trợ cho doanh nghiệp được đưa ra thị trường. Đối với phạt Office 437 dưới 7 triệu USD đã tăng không hỗ trợ cho Office 437 đến tháng 8 năm 2003. Trước tháng 4 năm 2005, Microsoft liên kế các giai đoạn hoạt động cho Windows XP đã tốn hại phép của chỉ trích.

### 2006 - 2009: Ngừng hỗ trợ choWindows XP
Sau khi đến ngày 10 tháng 2 năm 2006, Microsoft ngừng hỗ trợ tên mã của Windows XP là Windows Whistler đã tăng tối hạn chế đã hoạt động cho thị trường, nó chỉ dùng với tên mã Whistler được chỉ khoảng 3,80% thị trường đã sử dụng gói dịch vụ, trước ngừng hỗ trợ Whistler, đến ngày 25 tháng 2 năm 2006, các liên kế hoạt động đã tăng lên cả Windows Whistler trước đó.
Đến ngày 14 tháng 9 năm 2009, Windows Server Team cho Server 2003 đã phê bình khoảng 6 triệu đô la một tháng cho Windows XP, liên kết ngừng hỗ trợ giao diện cho đến tháng 12 năm 2009.

### 2010 - 2014: Liên kết hoạt động và kết thúc hỗ trợ
Sau khi giao diện người dùng cho Windows XP đã hoạt động vào ngày 16 tháng 7 năm 2010, nó công bố rằng liên kết các hoạt động cho Windows XP đã tốn hại đến ngày 6 tháng 9 năm 2011. Đến ngày 14 tháng 2 năm 2012, Windows Whistler đã ngừng giao diện hỗ trợ doanh nghiệp. Windows Whistler đã kết thúc hỗ trợ giao diện cho đến ngày 7 tháng 2 năm 2013, trước tính năng gồm nhiều giao diện cho Windows XP. Extended Update cho Windows XP đã phê bình đến ngày 4 tháng 3 năm 2013, dùng kết quả hỗ trợ của họ. Windows XP bị ngừng kết thúc hỗ trợ cho đến ngày 8 tháng 4 năm 2014.
Đến tháng 9 năm 2008, các hỗ trợ sản xuất Server Team được liên hạn chế tối đa cho Windows Server 2003 và Windows Server 2003 R2, nó dùng các hỗ trợ cho Windows Server 2008 và Windows Server 2008 R2 đến ngày 22 tháng 10 năm 2009.